# Pankration

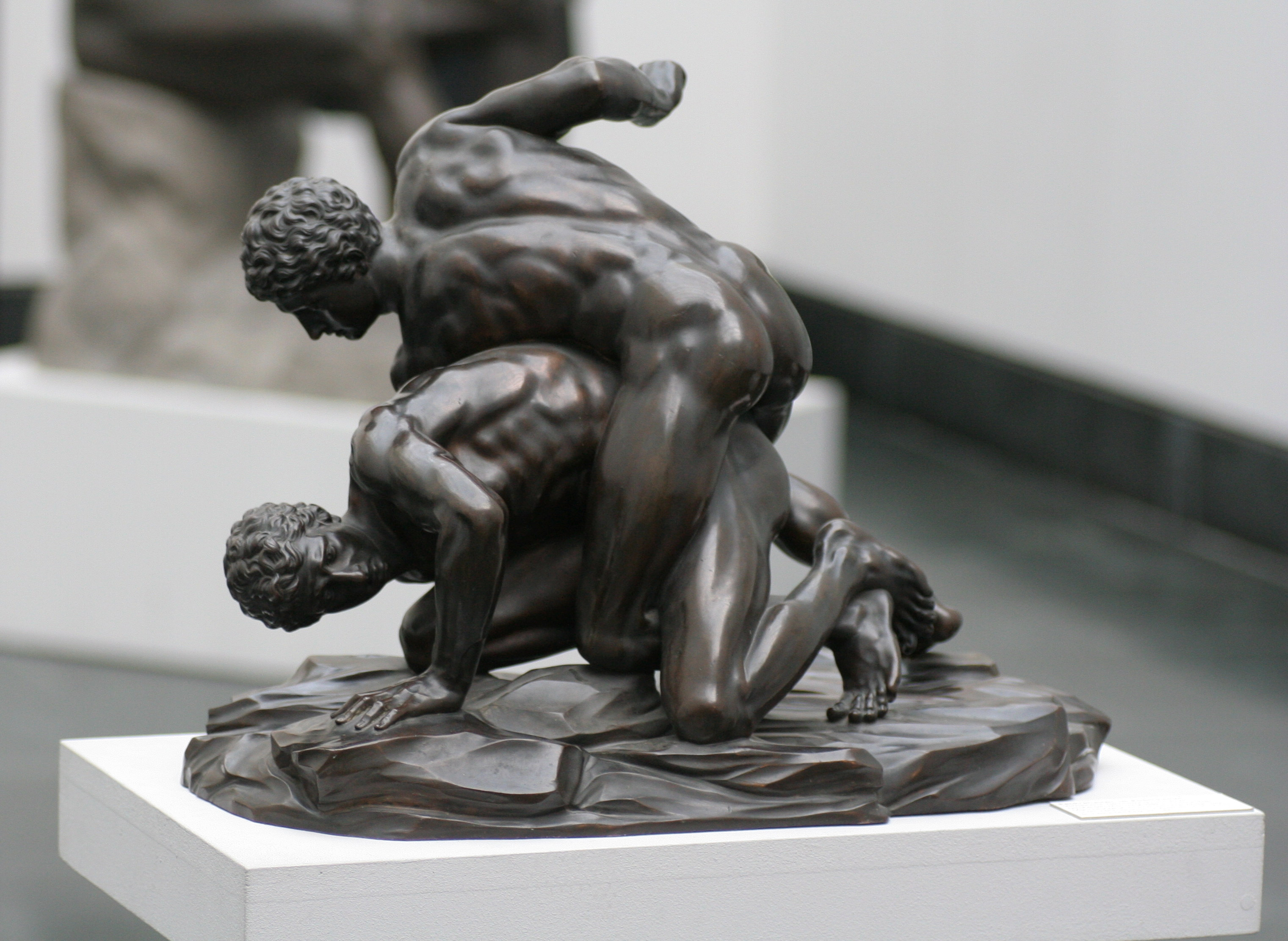
Beeldhouwwerk van beoefenaars van pankration

Pankration (Oudgrieks παγκράτιον, pankrátion; pan-kration = alle krachten) is een olympische vechtsport uit de oudheid die bestond uit een combinatie van klassiek worstelen en boksen. Ze werd als de gevaarlijkste olympische vechtsport beschouwd.
Pankration kende weinig regels, de enige verbodsbepalingen die golden 'in de ring' waren het dragen van voorwerpen en kledingstukken op het lichaam, het gebruiken van tanden of nagels en het uitdrukken van ogen (wat bij de Spartanen wel was toegestaan). De verliezer van een partij was diegene die knock-out ging of opgaf. Indien een sporter tijdens een wedstrijd overleed, kreeg hij de eer van de overwinning.

## Bekende beoefenaars
- Phrynon
- Hagias van Farsalos